# Colleov sistem
Colleov sistem, poznato još i kao Colle–Kultanowskijev sistem šahovsko je otvaranje koje je popularizirao belgijski šahovski majstor Edgard Colle 1920-ih godina, a dalje ga razvio George Kultanowski. Otvaranje su često koristili najjači igrači toga doba među kojima su i treći svjetski šahovski prvak, José Raúl Capablanca, i Akiba Rubinstein.
|   | a | b | c | d | e | f | g | h |   |
| 8 | d4 white pawn · c3 white pawn · d3 white bishop · e3 white pawn · f3 white knight · a2 white pawn · b2 white pawn · f2 white pawn · g2 white pawn · h2 white pawn · a1 white rook · b1 white knight · c1 white bishop · d1 white queen · e1 white king · h1 white rook | d4 white pawn · c3 white pawn · d3 white bishop · e3 white pawn · f3 white knight · a2 white pawn · b2 white pawn · f2 white pawn · g2 white pawn · h2 white pawn · a1 white rook · b1 white knight · c1 white bishop · d1 white queen · e1 white king · h1 white rook | d4 white pawn · c3 white pawn · d3 white bishop · e3 white pawn · f3 white knight · a2 white pawn · b2 white pawn · f2 white pawn · g2 white pawn · h2 white pawn · a1 white rook · b1 white knight · c1 white bishop · d1 white queen · e1 white king · h1 white rook | d4 white pawn · c3 white pawn · d3 white bishop · e3 white pawn · f3 white knight · a2 white pawn · b2 white pawn · f2 white pawn · g2 white pawn · h2 white pawn · a1 white rook · b1 white knight · c1 white bishop · d1 white queen · e1 white king · h1 white rook | d4 white pawn · c3 white pawn · d3 white bishop · e3 white pawn · f3 white knight · a2 white pawn · b2 white pawn · f2 white pawn · g2 white pawn · h2 white pawn · a1 white rook · b1 white knight · c1 white bishop · d1 white queen · e1 white king · h1 white rook | d4 white pawn · c3 white pawn · d3 white bishop · e3 white pawn · f3 white knight · a2 white pawn · b2 white pawn · f2 white pawn · g2 white pawn · h2 white pawn · a1 white rook · b1 white knight · c1 white bishop · d1 white queen · e1 white king · h1 white rook | d4 white pawn · c3 white pawn · d3 white bishop · e3 white pawn · f3 white knight · a2 white pawn · b2 white pawn · f2 white pawn · g2 white pawn · h2 white pawn · a1 white rook · b1 white knight · c1 white bishop · d1 white queen · e1 white king · h1 white rook | d4 white pawn · c3 white pawn · d3 white bishop · e3 white pawn · f3 white knight · a2 white pawn · b2 white pawn · f2 white pawn · g2 white pawn · h2 white pawn · a1 white rook · b1 white knight · c1 white bishop · d1 white queen · e1 white king · h1 white rook | 8 |
| 7 | d4 white pawn · c3 white pawn · d3 white bishop · e3 white pawn · f3 white knight · a2 white pawn · b2 white pawn · f2 white pawn · g2 white pawn · h2 white pawn · a1 white rook · b1 white knight · c1 white bishop · d1 white queen · e1 white king · h1 white rook | d4 white pawn · c3 white pawn · d3 white bishop · e3 white pawn · f3 white knight · a2 white pawn · b2 white pawn · f2 white pawn · g2 white pawn · h2 white pawn · a1 white rook · b1 white knight · c1 white bishop · d1 white queen · e1 white king · h1 white rook | d4 white pawn · c3 white pawn · d3 white bishop · e3 white pawn · f3 white knight · a2 white pawn · b2 white pawn · f2 white pawn · g2 white pawn · h2 white pawn · a1 white rook · b1 white knight · c1 white bishop · d1 white queen · e1 white king · h1 white rook | d4 white pawn · c3 white pawn · d3 white bishop · e3 white pawn · f3 white knight · a2 white pawn · b2 white pawn · f2 white pawn · g2 white pawn · h2 white pawn · a1 white rook · b1 white knight · c1 white bishop · d1 white queen · e1 white king · h1 white rook | d4 white pawn · c3 white pawn · d3 white bishop · e3 white pawn · f3 white knight · a2 white pawn · b2 white pawn · f2 white pawn · g2 white pawn · h2 white pawn · a1 white rook · b1 white knight · c1 white bishop · d1 white queen · e1 white king · h1 white rook | d4 white pawn · c3 white pawn · d3 white bishop · e3 white pawn · f3 white knight · a2 white pawn · b2 white pawn · f2 white pawn · g2 white pawn · h2 white pawn · a1 white rook · b1 white knight · c1 white bishop · d1 white queen · e1 white king · h1 white rook | d4 white pawn · c3 white pawn · d3 white bishop · e3 white pawn · f3 white knight · a2 white pawn · b2 white pawn · f2 white pawn · g2 white pawn · h2 white pawn · a1 white rook · b1 white knight · c1 white bishop · d1 white queen · e1 white king · h1 white rook | d4 white pawn · c3 white pawn · d3 white bishop · e3 white pawn · f3 white knight · a2 white pawn · b2 white pawn · f2 white pawn · g2 white pawn · h2 white pawn · a1 white rook · b1 white knight · c1 white bishop · d1 white queen · e1 white king · h1 white rook | 7 |
| 6 | d4 white pawn · c3 white pawn · d3 white bishop · e3 white pawn · f3 white knight · a2 white pawn · b2 white pawn · f2 white pawn · g2 white pawn · h2 white pawn · a1 white rook · b1 white knight · c1 white bishop · d1 white queen · e1 white king · h1 white rook | d4 white pawn · c3 white pawn · d3 white bishop · e3 white pawn · f3 white knight · a2 white pawn · b2 white pawn · f2 white pawn · g2 white pawn · h2 white pawn · a1 white rook · b1 white knight · c1 white bishop · d1 white queen · e1 white king · h1 white rook | d4 white pawn · c3 white pawn · d3 white bishop · e3 white pawn · f3 white knight · a2 white pawn · b2 white pawn · f2 white pawn · g2 white pawn · h2 white pawn · a1 white rook · b1 white knight · c1 white bishop · d1 white queen · e1 white king · h1 white rook | d4 white pawn · c3 white pawn · d3 white bishop · e3 white pawn · f3 white knight · a2 white pawn · b2 white pawn · f2 white pawn · g2 white pawn · h2 white pawn · a1 white rook · b1 white knight · c1 white bishop · d1 white queen · e1 white king · h1 white rook | d4 white pawn · c3 white pawn · d3 white bishop · e3 white pawn · f3 white knight · a2 white pawn · b2 white pawn · f2 white pawn · g2 white pawn · h2 white pawn · a1 white rook · b1 white knight · c1 white bishop · d1 white queen · e1 white king · h1 white rook | d4 white pawn · c3 white pawn · d3 white bishop · e3 white pawn · f3 white knight · a2 white pawn · b2 white pawn · f2 white pawn · g2 white pawn · h2 white pawn · a1 white rook · b1 white knight · c1 white bishop · d1 white queen · e1 white king · h1 white rook | d4 white pawn · c3 white pawn · d3 white bishop · e3 white pawn · f3 white knight · a2 white pawn · b2 white pawn · f2 white pawn · g2 white pawn · h2 white pawn · a1 white rook · b1 white knight · c1 white bishop · d1 white queen · e1 white king · h1 white rook | d4 white pawn · c3 white pawn · d3 white bishop · e3 white pawn · f3 white knight · a2 white pawn · b2 white pawn · f2 white pawn · g2 white pawn · h2 white pawn · a1 white rook · b1 white knight · c1 white bishop · d1 white queen · e1 white king · h1 white rook | 6 |
| 5 | d4 white pawn · c3 white pawn · d3 white bishop · e3 white pawn · f3 white knight · a2 white pawn · b2 white pawn · f2 white pawn · g2 white pawn · h2 white pawn · a1 white rook · b1 white knight · c1 white bishop · d1 white queen · e1 white king · h1 white rook | d4 white pawn · c3 white pawn · d3 white bishop · e3 white pawn · f3 white knight · a2 white pawn · b2 white pawn · f2 white pawn · g2 white pawn · h2 white pawn · a1 white rook · b1 white knight · c1 white bishop · d1 white queen · e1 white king · h1 white rook | d4 white pawn · c3 white pawn · d3 white bishop · e3 white pawn · f3 white knight · a2 white pawn · b2 white pawn · f2 white pawn · g2 white pawn · h2 white pawn · a1 white rook · b1 white knight · c1 white bishop · d1 white queen · e1 white king · h1 white rook | d4 white pawn · c3 white pawn · d3 white bishop · e3 white pawn · f3 white knight · a2 white pawn · b2 white pawn · f2 white pawn · g2 white pawn · h2 white pawn · a1 white rook · b1 white knight · c1 white bishop · d1 white queen · e1 white king · h1 white rook | d4 white pawn · c3 white pawn · d3 white bishop · e3 white pawn · f3 white knight · a2 white pawn · b2 white pawn · f2 white pawn · g2 white pawn · h2 white pawn · a1 white rook · b1 white knight · c1 white bishop · d1 white queen · e1 white king · h1 white rook | d4 white pawn · c3 white pawn · d3 white bishop · e3 white pawn · f3 white knight · a2 white pawn · b2 white pawn · f2 white pawn · g2 white pawn · h2 white pawn · a1 white rook · b1 white knight · c1 white bishop · d1 white queen · e1 white king · h1 white rook | d4 white pawn · c3 white pawn · d3 white bishop · e3 white pawn · f3 white knight · a2 white pawn · b2 white pawn · f2 white pawn · g2 white pawn · h2 white pawn · a1 white rook · b1 white knight · c1 white bishop · d1 white queen · e1 white king · h1 white rook | d4 white pawn · c3 white pawn · d3 white bishop · e3 white pawn · f3 white knight · a2 white pawn · b2 white pawn · f2 white pawn · g2 white pawn · h2 white pawn · a1 white rook · b1 white knight · c1 white bishop · d1 white queen · e1 white king · h1 white rook | 5 |
| 4 | d4 white pawn · c3 white pawn · d3 white bishop · e3 white pawn · f3 white knight · a2 white pawn · b2 white pawn · f2 white pawn · g2 white pawn · h2 white pawn · a1 white rook · b1 white knight · c1 white bishop · d1 white queen · e1 white king · h1 white rook | d4 white pawn · c3 white pawn · d3 white bishop · e3 white pawn · f3 white knight · a2 white pawn · b2 white pawn · f2 white pawn · g2 white pawn · h2 white pawn · a1 white rook · b1 white knight · c1 white bishop · d1 white queen · e1 white king · h1 white rook | d4 white pawn · c3 white pawn · d3 white bishop · e3 white pawn · f3 white knight · a2 white pawn · b2 white pawn · f2 white pawn · g2 white pawn · h2 white pawn · a1 white rook · b1 white knight · c1 white bishop · d1 white queen · e1 white king · h1 white rook | d4 white pawn · c3 white pawn · d3 white bishop · e3 white pawn · f3 white knight · a2 white pawn · b2 white pawn · f2 white pawn · g2 white pawn · h2 white pawn · a1 white rook · b1 white knight · c1 white bishop · d1 white queen · e1 white king · h1 white rook | d4 white pawn · c3 white pawn · d3 white bishop · e3 white pawn · f3 white knight · a2 white pawn · b2 white pawn · f2 white pawn · g2 white pawn · h2 white pawn · a1 white rook · b1 white knight · c1 white bishop · d1 white queen · e1 white king · h1 white rook | d4 white pawn · c3 white pawn · d3 white bishop · e3 white pawn · f3 white knight · a2 white pawn · b2 white pawn · f2 white pawn · g2 white pawn · h2 white pawn · a1 white rook · b1 white knight · c1 white bishop · d1 white queen · e1 white king · h1 white rook | d4 white pawn · c3 white pawn · d3 white bishop · e3 white pawn · f3 white knight · a2 white pawn · b2 white pawn · f2 white pawn · g2 white pawn · h2 white pawn · a1 white rook · b1 white knight · c1 white bishop · d1 white queen · e1 white king · h1 white rook | d4 white pawn · c3 white pawn · d3 white bishop · e3 white pawn · f3 white knight · a2 white pawn · b2 white pawn · f2 white pawn · g2 white pawn · h2 white pawn · a1 white rook · b1 white knight · c1 white bishop · d1 white queen · e1 white king · h1 white rook | 4 |
| 3 | d4 white pawn · c3 white pawn · d3 white bishop · e3 white pawn · f3 white knight · a2 white pawn · b2 white pawn · f2 white pawn · g2 white pawn · h2 white pawn · a1 white rook · b1 white knight · c1 white bishop · d1 white queen · e1 white king · h1 white rook | d4 white pawn · c3 white pawn · d3 white bishop · e3 white pawn · f3 white knight · a2 white pawn · b2 white pawn · f2 white pawn · g2 white pawn · h2 white pawn · a1 white rook · b1 white knight · c1 white bishop · d1 white queen · e1 white king · h1 white rook | d4 white pawn · c3 white pawn · d3 white bishop · e3 white pawn · f3 white knight · a2 white pawn · b2 white pawn · f2 white pawn · g2 white pawn · h2 white pawn · a1 white rook · b1 white knight · c1 white bishop · d1 white queen · e1 white king · h1 white rook | d4 white pawn · c3 white pawn · d3 white bishop · e3 white pawn · f3 white knight · a2 white pawn · b2 white pawn · f2 white pawn · g2 white pawn · h2 white pawn · a1 white rook · b1 white knight · c1 white bishop · d1 white queen · e1 white king · h1 white rook | d4 white pawn · c3 white pawn · d3 white bishop · e3 white pawn · f3 white knight · a2 white pawn · b2 white pawn · f2 white pawn · g2 white pawn · h2 white pawn · a1 white rook · b1 white knight · c1 white bishop · d1 white queen · e1 white king · h1 white rook | d4 white pawn · c3 white pawn · d3 white bishop · e3 white pawn · f3 white knight · a2 white pawn · b2 white pawn · f2 white pawn · g2 white pawn · h2 white pawn · a1 white rook · b1 white knight · c1 white bishop · d1 white queen · e1 white king · h1 white rook | d4 white pawn · c3 white pawn · d3 white bishop · e3 white pawn · f3 white knight · a2 white pawn · b2 white pawn · f2 white pawn · g2 white pawn · h2 white pawn · a1 white rook · b1 white knight · c1 white bishop · d1 white queen · e1 white king · h1 white rook | d4 white pawn · c3 white pawn · d3 white bishop · e3 white pawn · f3 white knight · a2 white pawn · b2 white pawn · f2 white pawn · g2 white pawn · h2 white pawn · a1 white rook · b1 white knight · c1 white bishop · d1 white queen · e1 white king · h1 white rook | 3 |
| 2 | d4 white pawn · c3 white pawn · d3 white bishop · e3 white pawn · f3 white knight · a2 white pawn · b2 white pawn · f2 white pawn · g2 white pawn · h2 white pawn · a1 white rook · b1 white knight · c1 white bishop · d1 white queen · e1 white king · h1 white rook | d4 white pawn · c3 white pawn · d3 white bishop · e3 white pawn · f3 white knight · a2 white pawn · b2 white pawn · f2 white pawn · g2 white pawn · h2 white pawn · a1 white rook · b1 white knight · c1 white bishop · d1 white queen · e1 white king · h1 white rook | d4 white pawn · c3 white pawn · d3 white bishop · e3 white pawn · f3 white knight · a2 white pawn · b2 white pawn · f2 white pawn · g2 white pawn · h2 white pawn · a1 white rook · b1 white knight · c1 white bishop · d1 white queen · e1 white king · h1 white rook | d4 white pawn · c3 white pawn · d3 white bishop · e3 white pawn · f3 white knight · a2 white pawn · b2 white pawn · f2 white pawn · g2 white pawn · h2 white pawn · a1 white rook · b1 white knight · c1 white bishop · d1 white queen · e1 white king · h1 white rook | d4 white pawn · c3 white pawn · d3 white bishop · e3 white pawn · f3 white knight · a2 white pawn · b2 white pawn · f2 white pawn · g2 white pawn · h2 white pawn · a1 white rook · b1 white knight · c1 white bishop · d1 white queen · e1 white king · h1 white rook | d4 white pawn · c3 white pawn · d3 white bishop · e3 white pawn · f3 white knight · a2 white pawn · b2 white pawn · f2 white pawn · g2 white pawn · h2 white pawn · a1 white rook · b1 white knight · c1 white bishop · d1 white queen · e1 white king · h1 white rook | d4 white pawn · c3 white pawn · d3 white bishop · e3 white pawn · f3 white knight · a2 white pawn · b2 white pawn · f2 white pawn · g2 white pawn · h2 white pawn · a1 white rook · b1 white knight · c1 white bishop · d1 white queen · e1 white king · h1 white rook | d4 white pawn · c3 white pawn · d3 white bishop · e3 white pawn · f3 white knight · a2 white pawn · b2 white pawn · f2 white pawn · g2 white pawn · h2 white pawn · a1 white rook · b1 white knight · c1 white bishop · d1 white queen · e1 white king · h1 white rook | 2 |
| 1 | d4 white pawn · c3 white pawn · d3 white bishop · e3 white pawn · f3 white knight · a2 white pawn · b2 white pawn · f2 white pawn · g2 white pawn · h2 white pawn · a1 white rook · b1 white knight · c1 white bishop · d1 white queen · e1 white king · h1 white rook | d4 white pawn · c3 white pawn · d3 white bishop · e3 white pawn · f3 white knight · a2 white pawn · b2 white pawn · f2 white pawn · g2 white pawn · h2 white pawn · a1 white rook · b1 white knight · c1 white bishop · d1 white queen · e1 white king · h1 white rook | d4 white pawn · c3 white pawn · d3 white bishop · e3 white pawn · f3 white knight · a2 white pawn · b2 white pawn · f2 white pawn · g2 white pawn · h2 white pawn · a1 white rook · b1 white knight · c1 white bishop · d1 white queen · e1 white king · h1 white rook | d4 white pawn · c3 white pawn · d3 white bishop · e3 white pawn · f3 white knight · a2 white pawn · b2 white pawn · f2 white pawn · g2 white pawn · h2 white pawn · a1 white rook · b1 white knight · c1 white bishop · d1 white queen · e1 white king · h1 white rook | d4 white pawn · c3 white pawn · d3 white bishop · e3 white pawn · f3 white knight · a2 white pawn · b2 white pawn · f2 white pawn · g2 white pawn · h2 white pawn · a1 white rook · b1 white knight · c1 white bishop · d1 white queen · e1 white king · h1 white rook | d4 white pawn · c3 white pawn · d3 white bishop · e3 white pawn · f3 white knight · a2 white pawn · b2 white pawn · f2 white pawn · g2 white pawn · h2 white pawn · a1 white rook · b1 white knight · c1 white bishop · d1 white queen · e1 white king · h1 white rook | d4 white pawn · c3 white pawn · d3 white bishop · e3 white pawn · f3 white knight · a2 white pawn · b2 white pawn · f2 white pawn · g2 white pawn · h2 white pawn · a1 white rook · b1 white knight · c1 white bishop · d1 white queen · e1 white king · h1 white rook | d4 white pawn · c3 white pawn · d3 white bishop · e3 white pawn · f3 white knight · a2 white pawn · b2 white pawn · f2 white pawn · g2 white pawn · h2 white pawn · a1 white rook · b1 white knight · c1 white bishop · d1 white queen · e1 white king · h1 white rook | 1 |
|   | a | b | c | d | e | f | g | h |   |

Ideja Colleovog sustava je odigrati e4 u pažljivo odabranom trenutku. Iz strukture je očito da je polje e4 pod snažnom kontrolom bijelih figura; lovca na d3, skakača na d2 te kasnije topa na e1. Ovo otvaranje spada u tzv. "sistemska otvaranja" gdje se, gotovo neovisno o potezima Crnog, pješaci i figure unaprijed postavljaju na unaprijed predviđena polja.
Iako je ponekad kritizirano u šahovskom svijetu zbog nedostatka dinamike, Colleov sustav je solidno i čvrsto otvaranje za Bijelog koje nudi sigurnost i prostor za pozicijsko manevriranje figura.

## Colle–Zukertortov sistem
|   | a | b | c | d | e | f | g | h |   |
| 8 | d4 white pawn · b3 white pawn · d3 white bishop · e3 white pawn · f3 white knight · a2 white pawn · b2 white bishop · c2 white pawn · d2 white knight · f2 white pawn · g2 white pawn · h2 white pawn · a1 white rook · d1 white queen · f1 white rook · g1 white king | d4 white pawn · b3 white pawn · d3 white bishop · e3 white pawn · f3 white knight · a2 white pawn · b2 white bishop · c2 white pawn · d2 white knight · f2 white pawn · g2 white pawn · h2 white pawn · a1 white rook · d1 white queen · f1 white rook · g1 white king | d4 white pawn · b3 white pawn · d3 white bishop · e3 white pawn · f3 white knight · a2 white pawn · b2 white bishop · c2 white pawn · d2 white knight · f2 white pawn · g2 white pawn · h2 white pawn · a1 white rook · d1 white queen · f1 white rook · g1 white king | d4 white pawn · b3 white pawn · d3 white bishop · e3 white pawn · f3 white knight · a2 white pawn · b2 white bishop · c2 white pawn · d2 white knight · f2 white pawn · g2 white pawn · h2 white pawn · a1 white rook · d1 white queen · f1 white rook · g1 white king | d4 white pawn · b3 white pawn · d3 white bishop · e3 white pawn · f3 white knight · a2 white pawn · b2 white bishop · c2 white pawn · d2 white knight · f2 white pawn · g2 white pawn · h2 white pawn · a1 white rook · d1 white queen · f1 white rook · g1 white king | d4 white pawn · b3 white pawn · d3 white bishop · e3 white pawn · f3 white knight · a2 white pawn · b2 white bishop · c2 white pawn · d2 white knight · f2 white pawn · g2 white pawn · h2 white pawn · a1 white rook · d1 white queen · f1 white rook · g1 white king | d4 white pawn · b3 white pawn · d3 white bishop · e3 white pawn · f3 white knight · a2 white pawn · b2 white bishop · c2 white pawn · d2 white knight · f2 white pawn · g2 white pawn · h2 white pawn · a1 white rook · d1 white queen · f1 white rook · g1 white king | d4 white pawn · b3 white pawn · d3 white bishop · e3 white pawn · f3 white knight · a2 white pawn · b2 white bishop · c2 white pawn · d2 white knight · f2 white pawn · g2 white pawn · h2 white pawn · a1 white rook · d1 white queen · f1 white rook · g1 white king | 8 |
| 7 | d4 white pawn · b3 white pawn · d3 white bishop · e3 white pawn · f3 white knight · a2 white pawn · b2 white bishop · c2 white pawn · d2 white knight · f2 white pawn · g2 white pawn · h2 white pawn · a1 white rook · d1 white queen · f1 white rook · g1 white king | d4 white pawn · b3 white pawn · d3 white bishop · e3 white pawn · f3 white knight · a2 white pawn · b2 white bishop · c2 white pawn · d2 white knight · f2 white pawn · g2 white pawn · h2 white pawn · a1 white rook · d1 white queen · f1 white rook · g1 white king | d4 white pawn · b3 white pawn · d3 white bishop · e3 white pawn · f3 white knight · a2 white pawn · b2 white bishop · c2 white pawn · d2 white knight · f2 white pawn · g2 white pawn · h2 white pawn · a1 white rook · d1 white queen · f1 white rook · g1 white king | d4 white pawn · b3 white pawn · d3 white bishop · e3 white pawn · f3 white knight · a2 white pawn · b2 white bishop · c2 white pawn · d2 white knight · f2 white pawn · g2 white pawn · h2 white pawn · a1 white rook · d1 white queen · f1 white rook · g1 white king | d4 white pawn · b3 white pawn · d3 white bishop · e3 white pawn · f3 white knight · a2 white pawn · b2 white bishop · c2 white pawn · d2 white knight · f2 white pawn · g2 white pawn · h2 white pawn · a1 white rook · d1 white queen · f1 white rook · g1 white king | d4 white pawn · b3 white pawn · d3 white bishop · e3 white pawn · f3 white knight · a2 white pawn · b2 white bishop · c2 white pawn · d2 white knight · f2 white pawn · g2 white pawn · h2 white pawn · a1 white rook · d1 white queen · f1 white rook · g1 white king | d4 white pawn · b3 white pawn · d3 white bishop · e3 white pawn · f3 white knight · a2 white pawn · b2 white bishop · c2 white pawn · d2 white knight · f2 white pawn · g2 white pawn · h2 white pawn · a1 white rook · d1 white queen · f1 white rook · g1 white king | d4 white pawn · b3 white pawn · d3 white bishop · e3 white pawn · f3 white knight · a2 white pawn · b2 white bishop · c2 white pawn · d2 white knight · f2 white pawn · g2 white pawn · h2 white pawn · a1 white rook · d1 white queen · f1 white rook · g1 white king | 7 |
| 6 | d4 white pawn · b3 white pawn · d3 white bishop · e3 white pawn · f3 white knight · a2 white pawn · b2 white bishop · c2 white pawn · d2 white knight · f2 white pawn · g2 white pawn · h2 white pawn · a1 white rook · d1 white queen · f1 white rook · g1 white king | d4 white pawn · b3 white pawn · d3 white bishop · e3 white pawn · f3 white knight · a2 white pawn · b2 white bishop · c2 white pawn · d2 white knight · f2 white pawn · g2 white pawn · h2 white pawn · a1 white rook · d1 white queen · f1 white rook · g1 white king | d4 white pawn · b3 white pawn · d3 white bishop · e3 white pawn · f3 white knight · a2 white pawn · b2 white bishop · c2 white pawn · d2 white knight · f2 white pawn · g2 white pawn · h2 white pawn · a1 white rook · d1 white queen · f1 white rook · g1 white king | d4 white pawn · b3 white pawn · d3 white bishop · e3 white pawn · f3 white knight · a2 white pawn · b2 white bishop · c2 white pawn · d2 white knight · f2 white pawn · g2 white pawn · h2 white pawn · a1 white rook · d1 white queen · f1 white rook · g1 white king | d4 white pawn · b3 white pawn · d3 white bishop · e3 white pawn · f3 white knight · a2 white pawn · b2 white bishop · c2 white pawn · d2 white knight · f2 white pawn · g2 white pawn · h2 white pawn · a1 white rook · d1 white queen · f1 white rook · g1 white king | d4 white pawn · b3 white pawn · d3 white bishop · e3 white pawn · f3 white knight · a2 white pawn · b2 white bishop · c2 white pawn · d2 white knight · f2 white pawn · g2 white pawn · h2 white pawn · a1 white rook · d1 white queen · f1 white rook · g1 white king | d4 white pawn · b3 white pawn · d3 white bishop · e3 white pawn · f3 white knight · a2 white pawn · b2 white bishop · c2 white pawn · d2 white knight · f2 white pawn · g2 white pawn · h2 white pawn · a1 white rook · d1 white queen · f1 white rook · g1 white king | d4 white pawn · b3 white pawn · d3 white bishop · e3 white pawn · f3 white knight · a2 white pawn · b2 white bishop · c2 white pawn · d2 white knight · f2 white pawn · g2 white pawn · h2 white pawn · a1 white rook · d1 white queen · f1 white rook · g1 white king | 6 |
| 5 | d4 white pawn · b3 white pawn · d3 white bishop · e3 white pawn · f3 white knight · a2 white pawn · b2 white bishop · c2 white pawn · d2 white knight · f2 white pawn · g2 white pawn · h2 white pawn · a1 white rook · d1 white queen · f1 white rook · g1 white king | d4 white pawn · b3 white pawn · d3 white bishop · e3 white pawn · f3 white knight · a2 white pawn · b2 white bishop · c2 white pawn · d2 white knight · f2 white pawn · g2 white pawn · h2 white pawn · a1 white rook · d1 white queen · f1 white rook · g1 white king | d4 white pawn · b3 white pawn · d3 white bishop · e3 white pawn · f3 white knight · a2 white pawn · b2 white bishop · c2 white pawn · d2 white knight · f2 white pawn · g2 white pawn · h2 white pawn · a1 white rook · d1 white queen · f1 white rook · g1 white king | d4 white pawn · b3 white pawn · d3 white bishop · e3 white pawn · f3 white knight · a2 white pawn · b2 white bishop · c2 white pawn · d2 white knight · f2 white pawn · g2 white pawn · h2 white pawn · a1 white rook · d1 white queen · f1 white rook · g1 white king | d4 white pawn · b3 white pawn · d3 white bishop · e3 white pawn · f3 white knight · a2 white pawn · b2 white bishop · c2 white pawn · d2 white knight · f2 white pawn · g2 white pawn · h2 white pawn · a1 white rook · d1 white queen · f1 white rook · g1 white king | d4 white pawn · b3 white pawn · d3 white bishop · e3 white pawn · f3 white knight · a2 white pawn · b2 white bishop · c2 white pawn · d2 white knight · f2 white pawn · g2 white pawn · h2 white pawn · a1 white rook · d1 white queen · f1 white rook · g1 white king | d4 white pawn · b3 white pawn · d3 white bishop · e3 white pawn · f3 white knight · a2 white pawn · b2 white bishop · c2 white pawn · d2 white knight · f2 white pawn · g2 white pawn · h2 white pawn · a1 white rook · d1 white queen · f1 white rook · g1 white king | d4 white pawn · b3 white pawn · d3 white bishop · e3 white pawn · f3 white knight · a2 white pawn · b2 white bishop · c2 white pawn · d2 white knight · f2 white pawn · g2 white pawn · h2 white pawn · a1 white rook · d1 white queen · f1 white rook · g1 white king | 5 |
| 4 | d4 white pawn · b3 white pawn · d3 white bishop · e3 white pawn · f3 white knight · a2 white pawn · b2 white bishop · c2 white pawn · d2 white knight · f2 white pawn · g2 white pawn · h2 white pawn · a1 white rook · d1 white queen · f1 white rook · g1 white king | d4 white pawn · b3 white pawn · d3 white bishop · e3 white pawn · f3 white knight · a2 white pawn · b2 white bishop · c2 white pawn · d2 white knight · f2 white pawn · g2 white pawn · h2 white pawn · a1 white rook · d1 white queen · f1 white rook · g1 white king | d4 white pawn · b3 white pawn · d3 white bishop · e3 white pawn · f3 white knight · a2 white pawn · b2 white bishop · c2 white pawn · d2 white knight · f2 white pawn · g2 white pawn · h2 white pawn · a1 white rook · d1 white queen · f1 white rook · g1 white king | d4 white pawn · b3 white pawn · d3 white bishop · e3 white pawn · f3 white knight · a2 white pawn · b2 white bishop · c2 white pawn · d2 white knight · f2 white pawn · g2 white pawn · h2 white pawn · a1 white rook · d1 white queen · f1 white rook · g1 white king | d4 white pawn · b3 white pawn · d3 white bishop · e3 white pawn · f3 white knight · a2 white pawn · b2 white bishop · c2 white pawn · d2 white knight · f2 white pawn · g2 white pawn · h2 white pawn · a1 white rook · d1 white queen · f1 white rook · g1 white king | d4 white pawn · b3 white pawn · d3 white bishop · e3 white pawn · f3 white knight · a2 white pawn · b2 white bishop · c2 white pawn · d2 white knight · f2 white pawn · g2 white pawn · h2 white pawn · a1 white rook · d1 white queen · f1 white rook · g1 white king | d4 white pawn · b3 white pawn · d3 white bishop · e3 white pawn · f3 white knight · a2 white pawn · b2 white bishop · c2 white pawn · d2 white knight · f2 white pawn · g2 white pawn · h2 white pawn · a1 white rook · d1 white queen · f1 white rook · g1 white king | d4 white pawn · b3 white pawn · d3 white bishop · e3 white pawn · f3 white knight · a2 white pawn · b2 white bishop · c2 white pawn · d2 white knight · f2 white pawn · g2 white pawn · h2 white pawn · a1 white rook · d1 white queen · f1 white rook · g1 white king | 4 |
| 3 | d4 white pawn · b3 white pawn · d3 white bishop · e3 white pawn · f3 white knight · a2 white pawn · b2 white bishop · c2 white pawn · d2 white knight · f2 white pawn · g2 white pawn · h2 white pawn · a1 white rook · d1 white queen · f1 white rook · g1 white king | d4 white pawn · b3 white pawn · d3 white bishop · e3 white pawn · f3 white knight · a2 white pawn · b2 white bishop · c2 white pawn · d2 white knight · f2 white pawn · g2 white pawn · h2 white pawn · a1 white rook · d1 white queen · f1 white rook · g1 white king | d4 white pawn · b3 white pawn · d3 white bishop · e3 white pawn · f3 white knight · a2 white pawn · b2 white bishop · c2 white pawn · d2 white knight · f2 white pawn · g2 white pawn · h2 white pawn · a1 white rook · d1 white queen · f1 white rook · g1 white king | d4 white pawn · b3 white pawn · d3 white bishop · e3 white pawn · f3 white knight · a2 white pawn · b2 white bishop · c2 white pawn · d2 white knight · f2 white pawn · g2 white pawn · h2 white pawn · a1 white rook · d1 white queen · f1 white rook · g1 white king | d4 white pawn · b3 white pawn · d3 white bishop · e3 white pawn · f3 white knight · a2 white pawn · b2 white bishop · c2 white pawn · d2 white knight · f2 white pawn · g2 white pawn · h2 white pawn · a1 white rook · d1 white queen · f1 white rook · g1 white king | d4 white pawn · b3 white pawn · d3 white bishop · e3 white pawn · f3 white knight · a2 white pawn · b2 white bishop · c2 white pawn · d2 white knight · f2 white pawn · g2 white pawn · h2 white pawn · a1 white rook · d1 white queen · f1 white rook · g1 white king | d4 white pawn · b3 white pawn · d3 white bishop · e3 white pawn · f3 white knight · a2 white pawn · b2 white bishop · c2 white pawn · d2 white knight · f2 white pawn · g2 white pawn · h2 white pawn · a1 white rook · d1 white queen · f1 white rook · g1 white king | d4 white pawn · b3 white pawn · d3 white bishop · e3 white pawn · f3 white knight · a2 white pawn · b2 white bishop · c2 white pawn · d2 white knight · f2 white pawn · g2 white pawn · h2 white pawn · a1 white rook · d1 white queen · f1 white rook · g1 white king | 3 |
| 2 | d4 white pawn · b3 white pawn · d3 white bishop · e3 white pawn · f3 white knight · a2 white pawn · b2 white bishop · c2 white pawn · d2 white knight · f2 white pawn · g2 white pawn · h2 white pawn · a1 white rook · d1 white queen · f1 white rook · g1 white king | d4 white pawn · b3 white pawn · d3 white bishop · e3 white pawn · f3 white knight · a2 white pawn · b2 white bishop · c2 white pawn · d2 white knight · f2 white pawn · g2 white pawn · h2 white pawn · a1 white rook · d1 white queen · f1 white rook · g1 white king | d4 white pawn · b3 white pawn · d3 white bishop · e3 white pawn · f3 white knight · a2 white pawn · b2 white bishop · c2 white pawn · d2 white knight · f2 white pawn · g2 white pawn · h2 white pawn · a1 white rook · d1 white queen · f1 white rook · g1 white king | d4 white pawn · b3 white pawn · d3 white bishop · e3 white pawn · f3 white knight · a2 white pawn · b2 white bishop · c2 white pawn · d2 white knight · f2 white pawn · g2 white pawn · h2 white pawn · a1 white rook · d1 white queen · f1 white rook · g1 white king | d4 white pawn · b3 white pawn · d3 white bishop · e3 white pawn · f3 white knight · a2 white pawn · b2 white bishop · c2 white pawn · d2 white knight · f2 white pawn · g2 white pawn · h2 white pawn · a1 white rook · d1 white queen · f1 white rook · g1 white king | d4 white pawn · b3 white pawn · d3 white bishop · e3 white pawn · f3 white knight · a2 white pawn · b2 white bishop · c2 white pawn · d2 white knight · f2 white pawn · g2 white pawn · h2 white pawn · a1 white rook · d1 white queen · f1 white rook · g1 white king | d4 white pawn · b3 white pawn · d3 white bishop · e3 white pawn · f3 white knight · a2 white pawn · b2 white bishop · c2 white pawn · d2 white knight · f2 white pawn · g2 white pawn · h2 white pawn · a1 white rook · d1 white queen · f1 white rook · g1 white king | d4 white pawn · b3 white pawn · d3 white bishop · e3 white pawn · f3 white knight · a2 white pawn · b2 white bishop · c2 white pawn · d2 white knight · f2 white pawn · g2 white pawn · h2 white pawn · a1 white rook · d1 white queen · f1 white rook · g1 white king | 2 |
| 1 | d4 white pawn · b3 white pawn · d3 white bishop · e3 white pawn · f3 white knight · a2 white pawn · b2 white bishop · c2 white pawn · d2 white knight · f2 white pawn · g2 white pawn · h2 white pawn · a1 white rook · d1 white queen · f1 white rook · g1 white king | d4 white pawn · b3 white pawn · d3 white bishop · e3 white pawn · f3 white knight · a2 white pawn · b2 white bishop · c2 white pawn · d2 white knight · f2 white pawn · g2 white pawn · h2 white pawn · a1 white rook · d1 white queen · f1 white rook · g1 white king | d4 white pawn · b3 white pawn · d3 white bishop · e3 white pawn · f3 white knight · a2 white pawn · b2 white bishop · c2 white pawn · d2 white knight · f2 white pawn · g2 white pawn · h2 white pawn · a1 white rook · d1 white queen · f1 white rook · g1 white king | d4 white pawn · b3 white pawn · d3 white bishop · e3 white pawn · f3 white knight · a2 white pawn · b2 white bishop · c2 white pawn · d2 white knight · f2 white pawn · g2 white pawn · h2 white pawn · a1 white rook · d1 white queen · f1 white rook · g1 white king | d4 white pawn · b3 white pawn · d3 white bishop · e3 white pawn · f3 white knight · a2 white pawn · b2 white bishop · c2 white pawn · d2 white knight · f2 white pawn · g2 white pawn · h2 white pawn · a1 white rook · d1 white queen · f1 white rook · g1 white king | d4 white pawn · b3 white pawn · d3 white bishop · e3 white pawn · f3 white knight · a2 white pawn · b2 white bishop · c2 white pawn · d2 white knight · f2 white pawn · g2 white pawn · h2 white pawn · a1 white rook · d1 white queen · f1 white rook · g1 white king | d4 white pawn · b3 white pawn · d3 white bishop · e3 white pawn · f3 white knight · a2 white pawn · b2 white bishop · c2 white pawn · d2 white knight · f2 white pawn · g2 white pawn · h2 white pawn · a1 white rook · d1 white queen · f1 white rook · g1 white king | d4 white pawn · b3 white pawn · d3 white bishop · e3 white pawn · f3 white knight · a2 white pawn · b2 white bishop · c2 white pawn · d2 white knight · f2 white pawn · g2 white pawn · h2 white pawn · a1 white rook · d1 white queen · f1 white rook · g1 white king | 1 |
|   | a | b | c | d | e | f | g | h |   |

Jedna varijanta Colleovog sistema je Colle–Zukertortov sustav (nazvana po Johannesu Zukertortu), u kojoj se crnopoljac Bijelog fijanketira na polje b2. Tipičan tijek igre je sljedeći: 1.d4 d5 2.Nf3 e6 3.e3 Nf6 4.Bd3 c5 5.b3 Nc6 6.0-0 Bd6 7.Bb2 0-0, gdje Bijeli zapravo sprema napad na Crnog kralja. Ovo je otvaranje na velemajstorskoj razini uspješno primjenjivao poznati ruski velemajstor Artur Yusupov.

## Vanjske poveznice

### Poznate partije
- Savielly Tartakower vs Rafael Domenech, Sitges 1934.